# Tepehua de Huehuetla
Le tepehua de Huehuetla est une langue totonaque parlée dans l'État d'Hidalgo, au Mexique.

## Classification
Le tepehua de Huehuetla appartient, comme tous les parlers tepehuas (en), à la famille de langues amérindiennes des langues totonaques.
La langue est parlée à Huehuetla et dans ses environs.